# Águilas de acero o los misterios de Tánger
 Águilas de acero o los misterios de Tánger basada en la novela corta ‘Águilas de acero’. Rodada en Marruecos: Tánger, Río Martín, Tetuán, Larache, Fez, Rabat , Casablanca, Marrakech. Ambientada en las guerras marroquíes que culminaron en la colaboración franco-española contra Abd-el-Krim, mezcla las aventuras de espionaje con documentales reales de exaltación de la Aviación española de la época. B/N, muda.

## Argumento
La bella Sofía, una mujer polaca, ejerce de agente de información creyendo que es para bien, y seduce a un piloto español aventurero que consigue evadirse de sus seducciones.